# Jerzy Wilk (architekt)

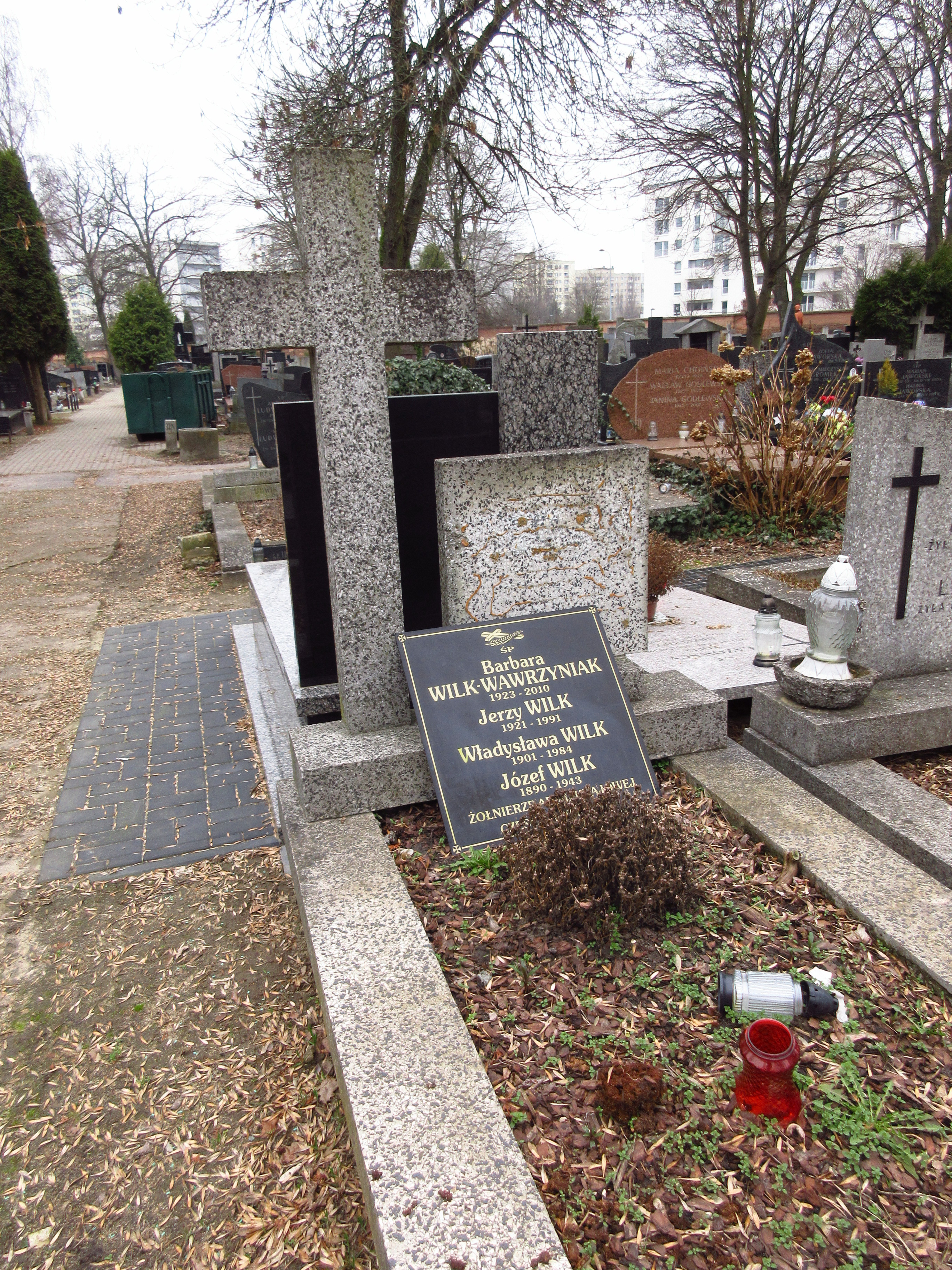
Grób Jerzego Wilka na Cmentarzu Bródnowskim.

Jerzy Wilk ps. „San” (ur. 12 lutego 1921 w Łodzi, zm. 17 listopada 1991 w Warszawie) – polski architekt, architekt wnętrz, rzeźbiarz, grafik, żołnierz AK w stopniu podporucznika, członek Stowarzyszenia Architektów Polskich (SARP).

## Życiorys
Ukończył gimnazjum w 1939 r., rozpoczął studia w Centrum Wyszkolenia Sanitarnego (CWSan) w Warszawie 1939 r. W trakcie II wojny światowej był członkiem Armii Krajowej, brał udział w powstaniu warszawskim, a po kapitulacji powstania wraz z żoną był więźniem obozu Stalag IV B Zeithain. Po wojnie nie kontynuował studiów medycznych. Ukończył studia na Wydziale Architektury Politechniki Warszawskiej w 1951 r. Następnie był pracownikiem Instytutu Planowania Przestrzennego, Miastoprojektu Ogólnopolskiego Zakładu Osiedli Robotniczych, IUA, a następnie Biura Studiów i Projektów Handlu Wewnętrznego.
Pochowany na cmentarzu Bródnowskim w Warszawie (kwatera 30N-3-1).

## Realizacje
- zespół „Złota Kaczka” przy ulicy Tamka (gastronomia, mieszkania, biuro projektów) w Warszawie,
- Hala Marymoncka w Warszawie,
- bary „Balaton” i „Kęs” w Łodzi,
- Dom Towarowy „Uniwersal” wraz z barem „Rarytas” w Łodzi,
- Dom Handlowy „Magda” w Łodzi[4].